# (8886) Elaeagnus
(8886) Elaeagnus (1994 EG6) – planetoida z grupy pasa głównego asteroid okrążająca Słońce w ciągu 3,37 lat w średniej odległości 2,25 au. Odkryta 9 marca 1994 roku.